# Máiréad Carlin

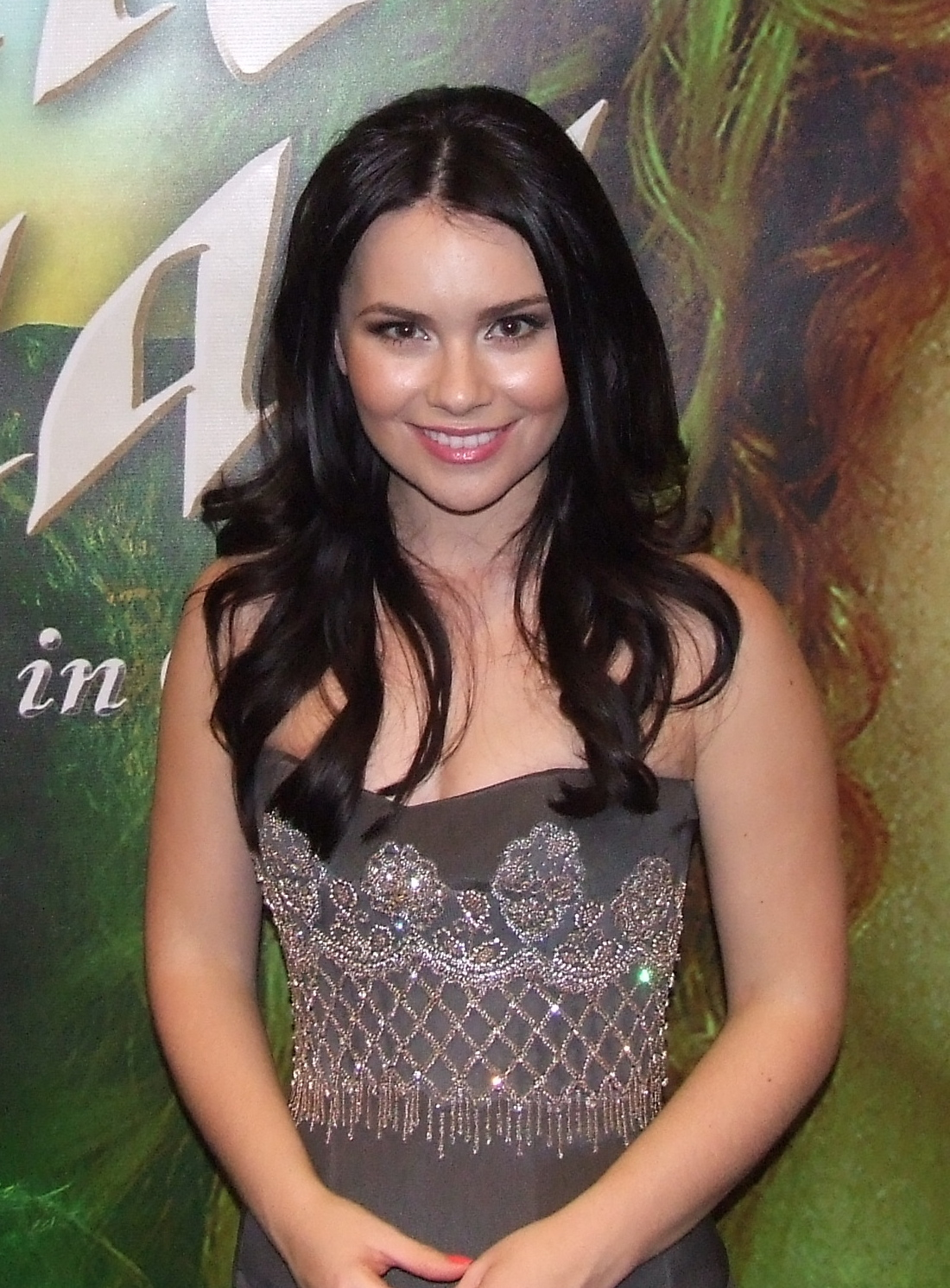
Máiréad Carlin år 2014.

Máiréad Carlin, född 5 december 1988 i Derry, är en irländsk sångerska som är medlem i gruppen Celtic Woman. Hon sjunger traditionell irisk musik, oftast på iriska. Carlin har utgivit soloalbumet Songbook 2013.  